# McKey Sullivan
McKey Sullivan, née le 9 septembre 1988, est un mannequin américain qui gagna la saison 11 de America's Next Top Model.